# 科拉布利諾
53°55′N 40°01′E / 53.917°N 40.017°E
科拉布利諾（俄语：Кора́блино）是俄羅斯梁贊州南部的一個城市，位於州府梁贊以南89公里。2002年人口14,690人。
科拉布利諾於1676年建立，1965年正式建市。